# Fageol

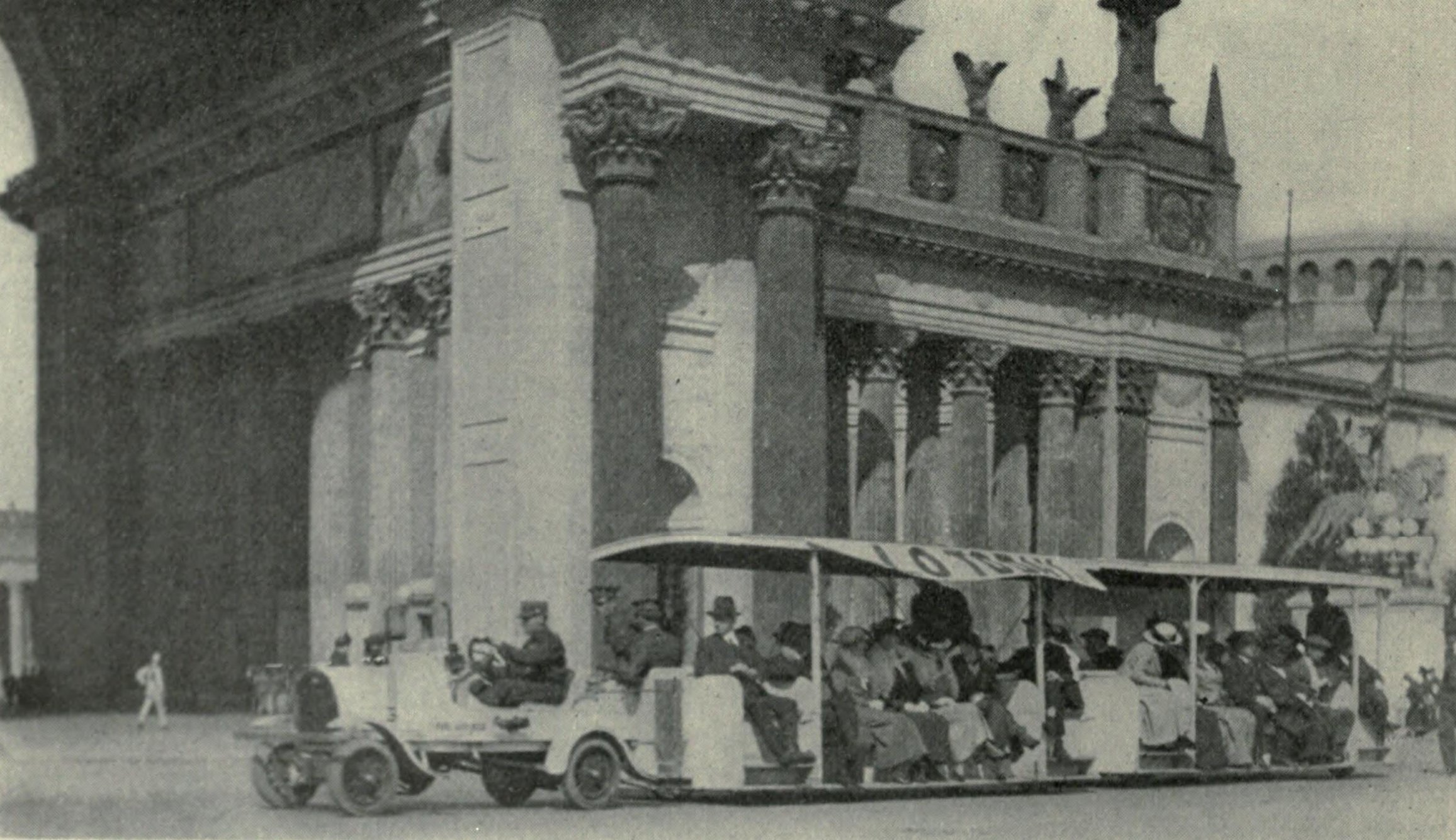
Fageol Auto Train o Trainless Train en la Exposición Internacional Panamá-Pacífico. San Francisco, 1915

Fageol Motors fue un fabricante de autobuses, camiones y tractores agrícolas estadounidense. La compañía estuvo operativa entre 1916 y 1938.

## Historia

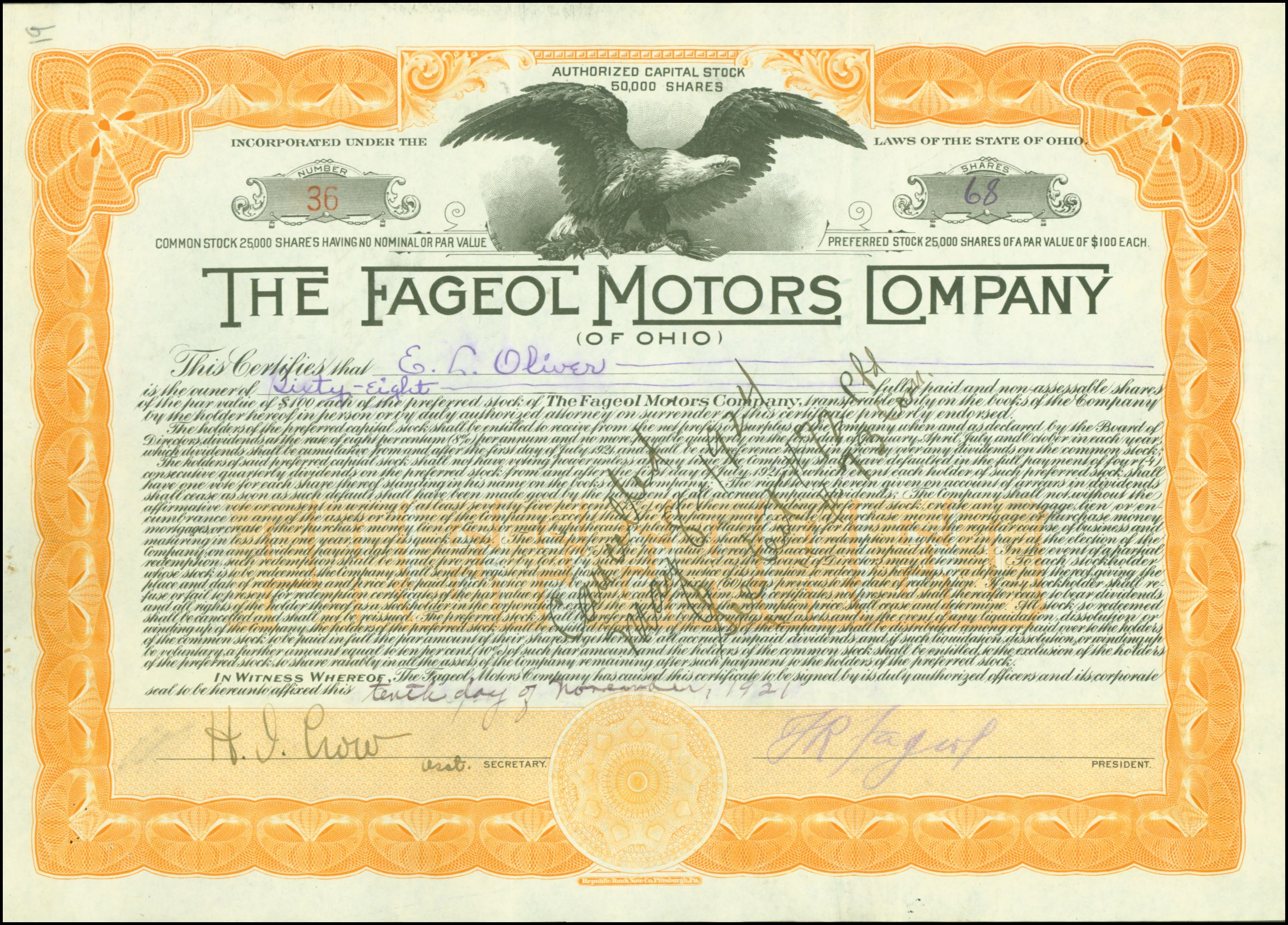
Participación de Fageol Motors Company, emitida el 10 de noviembre de 1921

La compañía fue fundada por Rollie, William, Frank y Claude Fageol en 1916 para fabricar camiones, tractores agrícolas y automóviles en Oakland, California. Estaba ubicada en Oakland Assembly, junto a una fábrica de Chevrolet originalmente construida en 1917 por William Durant, que más tarde se convirtió en parte de General Motors. 
Fageol produjo dos automóviles de lujo, pero la fabricación se detuvo cuando se desvió el suministro de motores de seis cilindros SOHC Hall-Scott para construir aviones para el esfuerzo bélico de la Primera Guerra Mundial. 
El primer tractor agrícola con la marca Fageol fue un Hamilton Walking diseñado y construido por Rush E. Hamilton de Geyserville, California. Como resultado de las muchas pruebas de rendimiento realizadas por entonces, el tractor fue rediseñado para ser más compatible con las necesidades de la costa oeste. La versión Fageol fue obra de un equipo dirigido por Horatio Smith con la cooperación de Hamilton. Alrededor de 1923, el negocio de tractores se vendió a Great Western Motors Company de San José, con Hamilton y Smith incorporándose a Great Western. 
En 1921, Fageol se convirtió en la primera compañía en construir un autobús desde cero. Este nuevo estilo se llamó inicialmente "Autobús de seguridad". El objetivo era construir un autobús que fuera resistente al vuelco en las curvas. Era ancho y el piso estaba situado más abajo para facilitar la entrada y la salida de los pasajeros. Después de la exitosa introducción, los vehículos pasaron a llamarse "Autocares de seguridad", un término destinado a implicar un mayor valor. 
Los camiones Fageol estaban bien construidos y se convirtieron en los favoritos de la industria, debido en parte a la transmisión de rango medio y montaje medio, que permitía disponer de relaciones extremas tanto para el transporte pesado de baja velocidad como para velocidades de carretera con cargas más ligeras. Estos vehículos eran fácilmente reconocibles por el gran número "7" pintado en la parte delantera del radiador. 

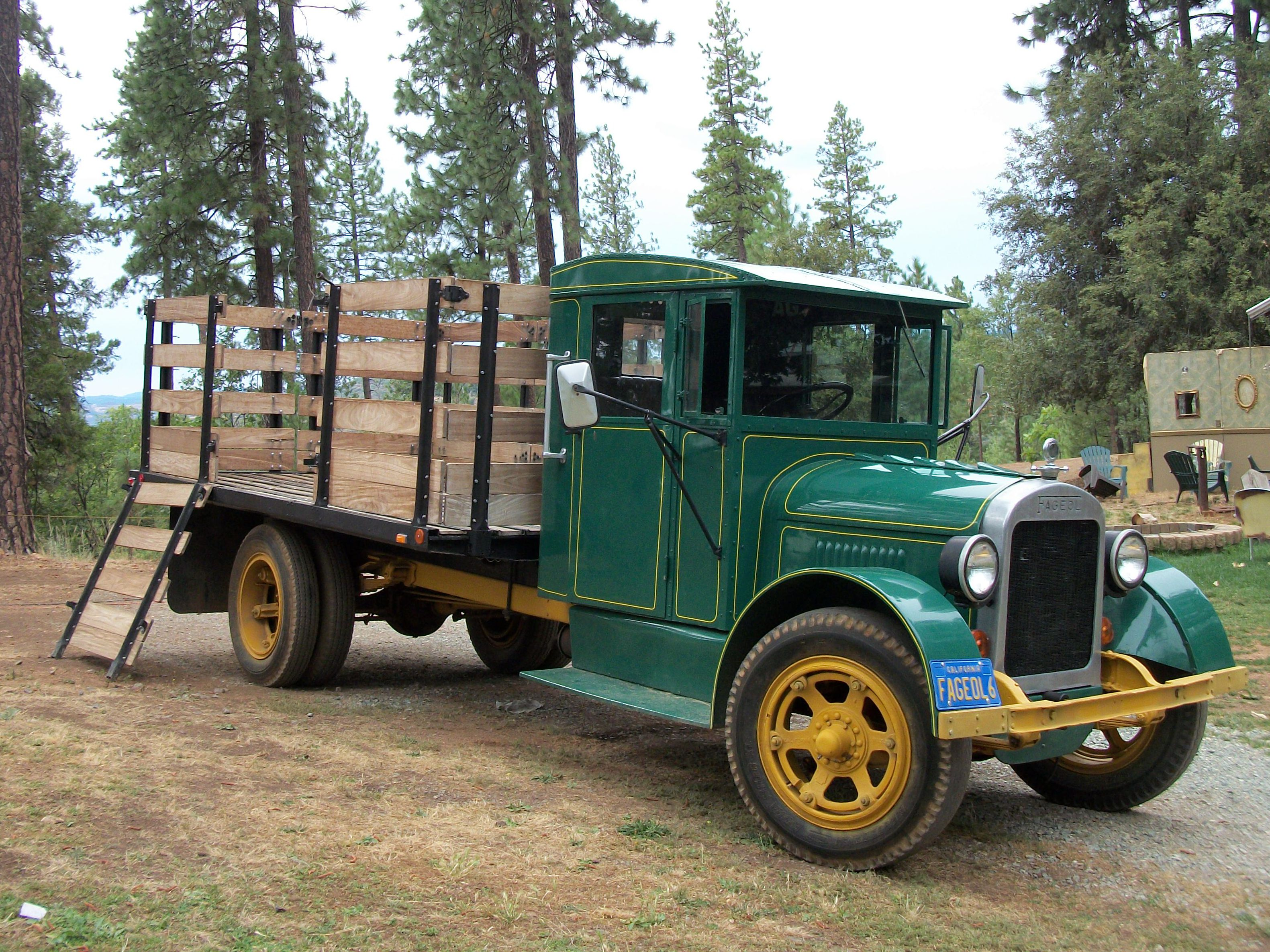
Camión de caja abierta Fageol, modelo del año 1928

Los hermanos Fageol dejaron la compañía en 1927 para formar la Twin Coach Company, que fabricaba autobuses en Kent, Ohio. El liderazgo fue asumido por el presidente de la compañía, L.H. Bill, pero durante la Gran Depresión, la compañía entró en quiebra, y el banco asumió el control y reorganizó la empresa bajo el nombre de Fageol Truck and Coach. En 1938, T. A. Peterman compró la fábrica y sus contenidos. En 1939, se produjo el primer camión Peterbilt. 
Los Ferrocarriles del Sur de Australia operaban varios ferrobuses Fageol. En 1932, este operador introdujo en servicio el primero de los cuatro automotores construidos a partir de autobuses de carretera en los Talleres Ferroviarios de Islington. Estos vehículos operaron inicialmente en el Ferrocarril de la península de Eyre con una vía de 3 pies 6 plg (1067 mm) de ancho, aunque algunos fueron transferidos para operar en la Línea de Kingston a Naracoorte, antes de la conversión de la línea a la vía ancha de 5 pies 3 plg (1600 mm). Debido a que los vehículos en origen no fueron diseñados para su uso ferroviario, las condiciones de servicio les resultaron muy duras. El último se dio de baja en 1961.

## Productos
Fageol produjo tractores, autobuses y camiones, al menos tres automóviles de lujo, así como motores para vehículos terrestres y barcos. La compañía pasó por varias etapas, nombres y cambios de ubicación, entre los que se incluyen Fageol Motors Company, de 1915 a 1932 en Oakland, California; Fageol Motor Sales Company, de 1916 a 1932 en Oakland, California; Fageol Truck and Coach Company, de 1932 a 1938 en Oakland, California; Fageol Motors Company de Ohio, de 1920 a 1922 en Cleveland, Ohio y de 1922 a 1926 en Kent, Ohio.

### Tractores
Los hermanos Fageol habían vendido originalmente el Tractor Hamilton Walking, renombrado como Fageol Walking Tractor, sin mucho éxito. Fueron contratados para resolver un problema de transporte en la Exposición Universal Panamá Pacífico de 1915. La feria tenía más de 600 acres de superficie, con dos millas y media de propiedad frente al agua. De febrero a diciembre, más de 18 millones de personas visitaron la feria. La solución diseñada por los hermanos Fageol para transportar a los visitantes terminó siendo el Fageol Auto Train, también llamado Trackless Train, impulsado por un motor Ford, que remolcaba dos o tres coches abiertos de 20 plazas. El patrocinador financiero decidió utilizar una ortografía diferente para facilitar la pronunciación, por lo que la empresa se registró como The Fadgl Auto Train Inc.
Esto llevó a la fundación de la Fageol Motors Company de Oakland, que llegó a un acuerdo con Rush Hamilton de Geyserville, California, para fabricar un tractor con ruedas traseras con púas.

### Camiones
En 1950, la compañía fabricó un camión único, el TC CargoLiner, promocionado como "Un remolque sin tractor". En 1953, la Twin Coach Company recibió una patente del diseño que se convertiría en el estándar de los camiones rectos. El inventor fue Louis J Fageol. La compañía produjo camiones de 1,5 , 2,5 , 3,5-4 toneladas y 5-6 toneladas. 

### Coches
Desde la fundación de Fageol Motors Company, se disponía de un plan para construir automóviles. Frank R. y William B. Fageol, junto con Louis H. Bill construyeron y comercializaron el que sería el automóvil de lujo más caro de la época, utilizando el motor aeronáutico Hall-Scott. Comercializado como el "Fageol Four Passenger Touring Speedster", se sabe que solo habían sido producidas tres unidades antes de que el gobierno se hiciera cargo de la planta de fabricación de motores para construir aviones de guerra, terminando la producción. Otros automóviles construidos por la compañía fueron: 
- Fageol 100
- Fageol Supersonic[18]
- PataRay, también conocido como Fageol Special[19]

### Autobuses
Fageol produjo autobuses hasta 1953, cuando Flxible absorbió la parte de fabricación de autobuses de Fageol, la Twin Coach Company. 
- Twin Coach 44S co-fabricado con J. G. Brill Company y Twin Coach
- Autocar de seguridad
- Autocar de crucero denominado "América"
- Autobuses de dos pisos "Sight-Seeing" con dosel cubierto
- Fageol Flyer
- Coche de salón
- Coche de salón de dos pisos trasero
- Super Twin (presentado en 1938) era un diésel-eléctrico de 14 toneladas y 58 plazas articulado en el centro.[20]